# Људско око
Око је орган многих животиња и човека који служи претварању светлости у нервне импулсе. Људско око је парни орган који функционише попут фотоапарата и камера: прозирни предњи делови ока ломе зраке светлости пројектујући умањену и обрнуту слику на фотосензитивну мрежњачу где се у специјализованим нервним ћелијама обавља претворба у електричне нервне импулсе.
Око је најважније људско чуло јер њиме примамо 90% свих информација из околине. Омогућује свесну перцепцију светла, вид, који, међу осталом, омогућава разликовање боја и перцепцију дубине. Људско око има видно поље од 200˚ и може разликовати 10 милиона нијанси боја.
Свако око покреће по три пара очних мишића: два пара равних, и један пар косих мишића. Очна јабучица је покретљива око све три осе, попут карданског зглоба. Очна јабучица има три мембране. Спољну чине беличасто-полупрозирна беоњача и прозирна рожњача. Беоњача даје оку становиту чврстоћу и облик. На њу се припајају спољашњи очни мишићи (други њихови крајњи отвори су на зидовима очне дупље: равних и доњег косог на везивном прстену око оптичког нерва у врху очне дупље, док се горњи коси мишић припаја на горњи коштани зид очне дупље).
Дубље од беоњаче је средња очна опна или увеа, коју чине судовњача, шареница и цилијарно тело. Она је прокрвљена многим крвним судовима. Судовњача садржи пигмент који спречава продирање светлости у очну јабучицу на било ком месту осим зенице. 
Боја шаренице зависи од количине пигмента: што је више пигмента, то је око тамније: највише пигмента садрже тамносмеђе шаренице, потом светлосмеђе, зелене, а најмање пигмента имају плаве шаренице. Албино људи у очима немају пигмента и шаренице су им прозирне, па се због одраза светлости с крвних судова шаренице, судовњаче и мрежнице чини да су им шаренице сивкасторужичасте.
Унутрашњи слој очне јабучице чини мрежњача која има два дела: оптички и слепи. Мрежњача је полупрозирна мембрана састављена од четрдесетак врста нервних ћелија. Део мрежњаче одговоран за оштрину вида је жута мрља. Жута мрља је средњи део мрежњаче где су нервне ћелије најгушће распоређене. Поред жуте пеге налази се почетак видног живца који је неосетљив на светло, па се његова пројекција у видном пољу назива слепа пега.
Садржај очне јабучице чине очна водица, очно сочиво и стакласто тело.